# Culter
Genre
Culter est un genre de poissons téléostéens de la famille des Cyprinidae (ordre des Cypriniformes). Ces espèces se rencontrent en eau douce en Asie orientale (de la Sibérie jusqu'au Vietnam). Le nom est dérivé du mot latin « culter », qui signifie « couteau ».

## Liste des espèces
Selon World Register of Marine Species (1er juillet 2023) :
- Culter alburnus Basilewsky, 1855
- Culter flavipinnis Tirant, 1883
- Culter oxycephaloides Kreyenberg & Pappenheim, 1908
- Culter recurviceps (Richardson, 1846)

## Systématique
Le nom valide complet (avec auteur) de ce taxon est Culter Basilewsky (d), 1855,.

## Publication originale
- (la) Stephano Basilewsky, « Ichthyographia Chinae borealis », Nouveaux mémoires de la Société impériale des naturalistes de Moscou, Moscou, Société des naturalistes de Moscou, vol. 10,‎ 1855, p. 215-263 (ISSN 1560-0440, OCLC 36346269, lire en ligne).